# Catharina van Valois (1302-1346)

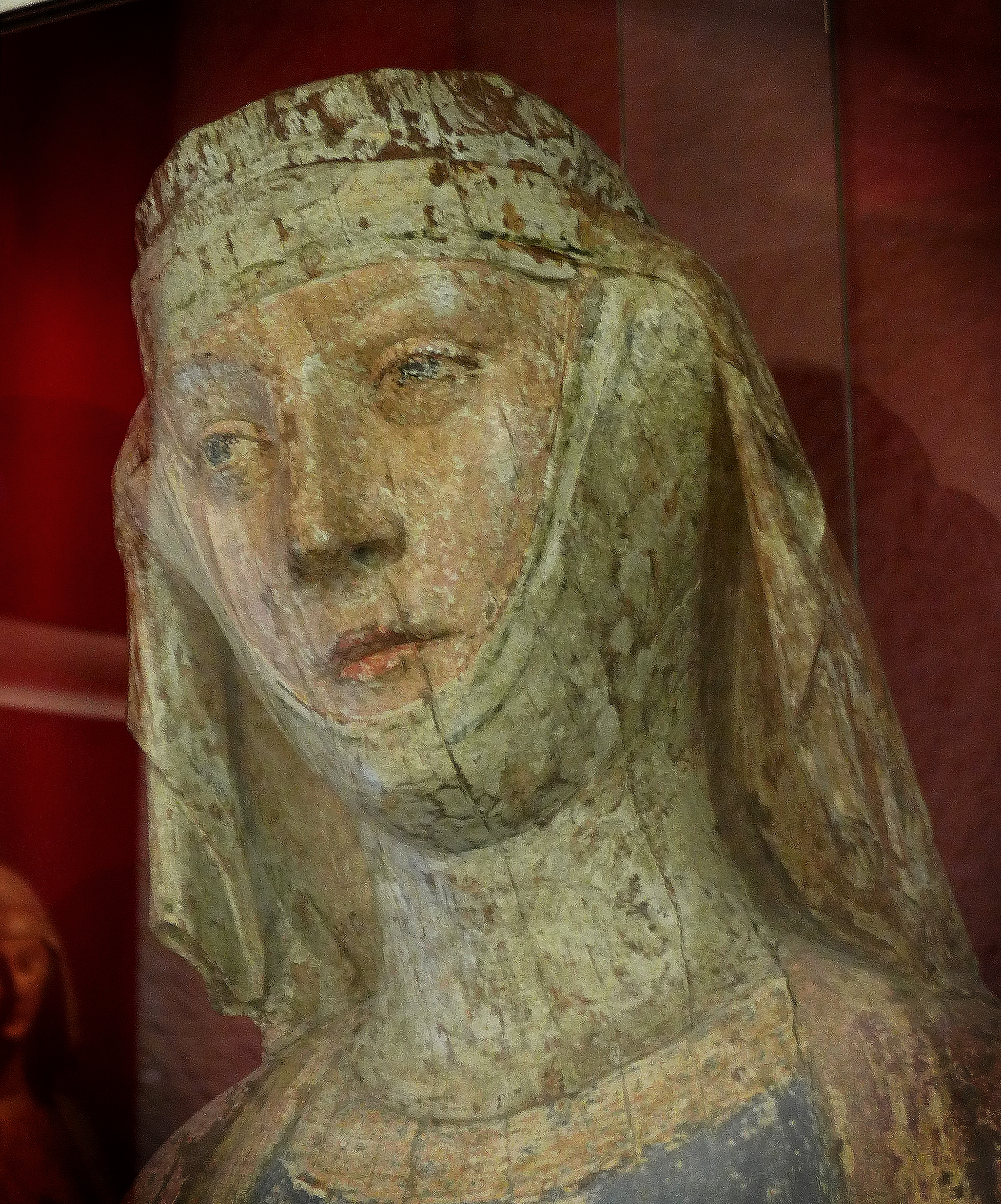
Catharina van Valois-Courtenay

Catharina van Valois (1302 - Napels, oktober 1346), ook wel Catharina van Valois-Courtenay of Catharina van Tarente genoemd, was titulair keizerin van Constantinopel. Zij erfde de titel in 1307 van haar moeder Catharina van Courtenay. Zij heeft nooit over het Latijnse Keizerrijk geregeerd omdat dit in 1261 was ingelijfd bij het keizerrijk Nicea. Door haar huwelijk was ze prinses-gemaal van Tarente, Achaje (Achaea) en Albanië. Na de dood van haar man was ze regentes over deze gebieden voor haar minderjarige zoon.

## Biografie
Catharina van Valois was de dochter van Catharina van Courtenay, titulair keizerin van Constantinopel en Karel van Valois, een broer van koning Filips IV van Frankrijk. Na de dood van haar moeder in 1307 erfde zij de titel Latijns Keizerin. Het Latijnse keizerrijk was echter al sinds 1261 veroverd door het keizerrijk Nicea, zodat Catharina van Valois nooit daadwerkelijk heeft geregeerd.
In 1313 trouwde ze met Filip van Tarente (1278 - 1332), een zoon van Karel II van Napels die door zijn vader was benoemd tot prins van Tarente, Achaje (Achaea) en Albanië. 
In datzelfde jaar verkocht ze haar rechten binnen het Huis Courtenay aan Johanna II van Bourgondië.  
Na de dood van haar man in 1332 werd zij regentes voor haar minderjarige zoon Robert. Haar zwager, de graaf van Gravina, wilde in eerste instantie Robert niet als prins van Achaje erkennen. Er vond een uitruil van gebieden plaats tussen Robert en zijn oom; Robert verkreeg het vorstendom Achaje, zijn oom de rechten over gebieden in Albanië en Albazzo.  Met  de hulp van haar adviseur Niccolò Acciaiuoli, wiens familie van bankiers ook een rol had gespeeld in de onderhandelingen over de gebiedsuitruil, wist Catharina van Valois haar gezag in het vorstendom te vestigen. In 1338 vertrok zij met haar zoons naar Morea, waar ze enkele jaren zou wonen. 

## Kinderen
Catharina van Valois en Filip van Tarente hadden de volgende kinderen:
- Margaretha van Tarente  (-1380). Getrouwd met Franciscus van Baux, graaf van Montescaglioso en Avellino.
- Robert van Tarente (1326 of 1319-1364), titulair keizer van Constantinopel 1346-1364. Getrouwd met Maria van Clermont
- Lodewijk van Tarente (1327/28-1362), werd koning Lodewijk I van Napels door zijn huwelijk met zijn nicht koningin Johanna I van Napels
- Filips II van Tarente  (1329-1374), titulair keizer van Constantinopel 1364-1374. Getrouwd met (1) Maria van Sicilië, (2) Elizabeth van Slavonië.